# Mastomys huberti
Il topo multimammato di Hubert (Mastomys huberti  Wroughton, 1909) è un roditore della famiglia dei Muridi diffuso nell'Africa occidentale.

## Descrizione
Roditore di piccole dimensioni, con la lunghezza della testa e del corpo tra 108 e 145 mm, la lunghezza della coda tra 85 e 135 mm, la lunghezza del piede tra 23 e 27 mm e la lunghezza delle orecchie tra 15 e 22 mm.

La pelliccia è corta. Le parti superiori sono marroni. Le parti ventrali sono bianche, con la base dei peli bianca. Il mento, e le zampe sono bianche. La coda è più corta della testa e del corpo. Il cariotipo è 2n=32 FN=44-46.

## Biologia

### Comportamento
È una specie terricola. Sono state osservate notevoli fluttuazioni demografiche.

## Distribuzione e habitat
Questa specie è diffusa nella Mauritania, Senegal e Mali meridionali; Gambia, Guinea-Bissau, Burkina Faso settentrionale e Nigeria centrale. Una popolazione è presente anche nelle Isole Saloum al largo delle coste senegalesi.
Vive nelle piane alluvionali e lungo i fiumi, in aree coltivate, campi irrigati e giardini.

## Conservazione
La IUCN Red List, considerato il vasto areale, la popolazione numerosa e la tolleranza alle modifiche ambientali, classifica M.huberti come specie a rischio minimo (Least Concern).